# Young Artist Award
De Young Artist Award is een prijs die elk jaar wordt uitgereikt door de Amerikaanse organisatie Young Artist Foundation om jonge getalenteerde film- en televisieacteurs te belonen, die anders geen kansen zouden hebben door de meer ervaren acteurs. Bovendien steunt het fonds jonge acteurs om hun dromen waar te maken. De eerste uitreiking vond plaats in 1979.

## Categorieën

### Film
- Beste jonge acteur
- Beste jonge actrice
- Beste jonge mannelijke bijrol
- Beste jonge vrouwelijke bijrol
- Beste acteur van 10 jaar of jonger
- Beste actrice van 10 jaar of jonger
- Beste cast
- Beste prestatie in een korte film
- Beste internationale film
- Beste tekenfilm
- Beste komedie
- Beste dramafilm
- Beste familiefilm

### Televisie
- Beste jonge acteur
- Beste jonge actrice
- Beste jonge mannelijke bijrol
- Beste jonge vrouwelijke bijrol
- Beste acteur van 10 jaar of jonger
- Beste actrice van 10 jaar of jonger
- Beste jonge gastacteur
- Beste jonge gastactrice
- Beste regelmatige jonge acteur
- Beste regelmatige jonge actrice
- Meest populaire mama en papa
- Beste volwassen acteur in een tienerrol
- Beste jonge acteursstem
- Beste jonge actricestem
- Beste familieserie

### Televisiefilm, miniserie of speciale editie
- Beste jonge acteur
- Beste jonge actrice
- Beste jonge mannelijke bijrol
- Beste jonge vrouwelijke bijrol
- Beste prestatie in een reclamespot